# Thalassodes rhytiphorus
Thalassodes rhytiphorus är en fjärilsart som beskrevs av Oswald Beltram Lower 1893. Thalassodes rhytiphorus ingår i släktet Thalassodes och familjen mätare. Inga underarter finns listade i Catalogue of Life.